# サンフランシスコ市営鉄道

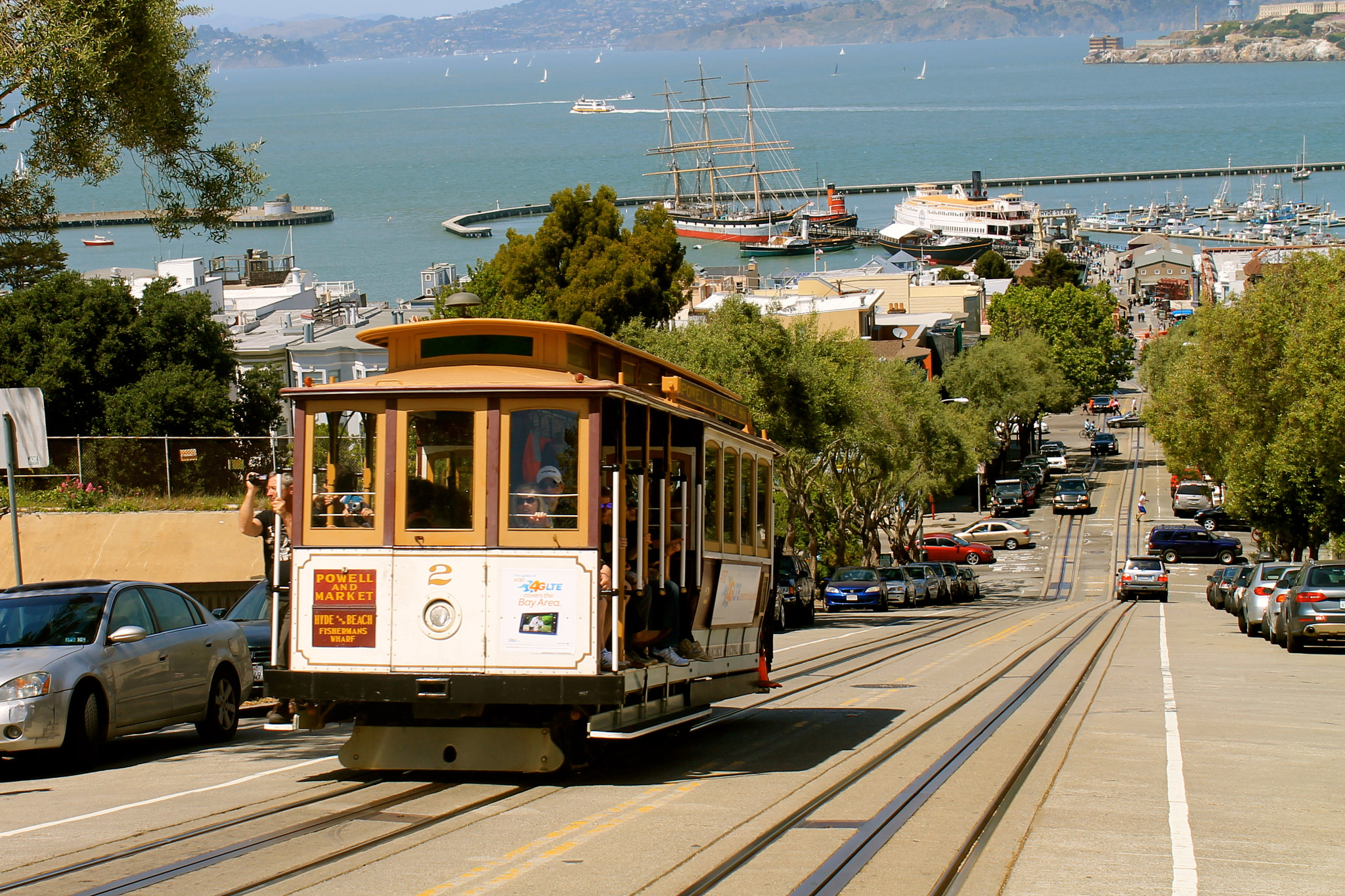
古風なケーブルカー

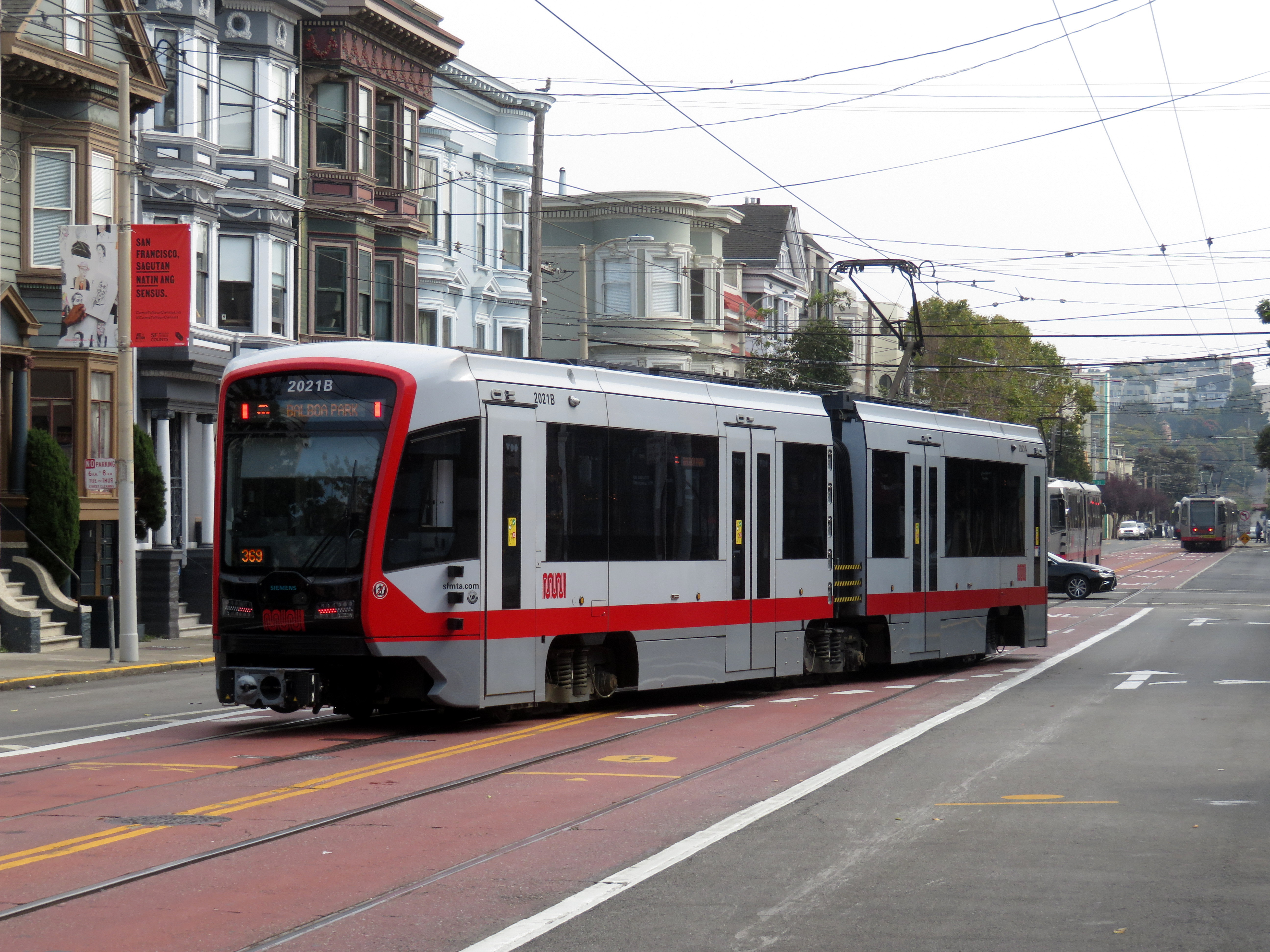
新型の路面電車

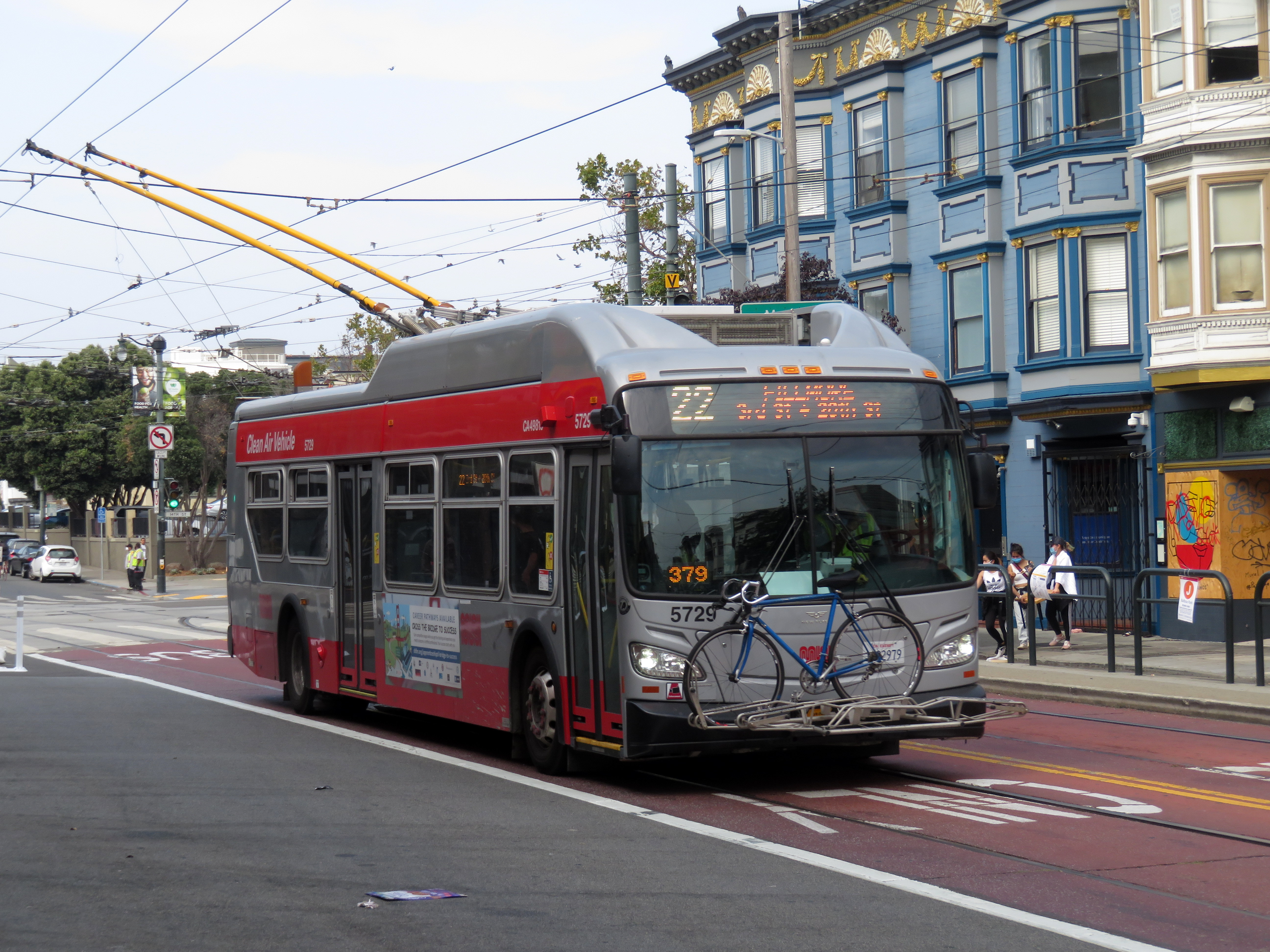
トロリーバス

サンフランシスコ市営鉄道（英語: San Francisco Municipal Railway　通称 Muni）は、アメリカ合衆国カリフォルニア州サンフランシスコ市の公営公共交通機関。サンフランシスコ市交通局(San Francisco Municipal Transportation Agency, SFMTA)が運営している。
2006年現在、運営予算7億ドルで121平方キロメートルのエリアにサービスを提供している。利用者数で見ると、アメリカで7番目に規模が大きい輸送システムで、2006年には合計210,848,310人が利用している。

## 概要（全般）
1912年12月28日に発足。
一部区間地下鉄となる路面電車（ミュニ・メトロ）を6系統、PCCカーなどのレトロカーを走らせる路面電車（Fライン）が1系統、世界的に有名なケーブルカーが3系統、路線バス・トロリーバスが55系統運行されている。
バスとミュニ・メトロのすべての路線では、車椅子の乗り降りが可能である。また、ほぼすべてのバスの前面には自転車用のラックが取り付けられていて、利用者はそこに自転車を預けることが可能である。
またGPSによる位置情報システムサービスが開始され、多くの路線でインターネットや携帯電話から、現在走行している車両の位置などを調べることが出来る。
MuniはBay Area Rapid Transit（BART）以外にもサムトランズ、ACトランジットなどの交通機関と接続して365日運転しており、サンフランシスコの公共交通に欠かせない存在である。サンフランシスコの平日昼間の人口は通常の定住人口を上回ることから分かるように、平日の利用客の多くは通勤客である。MuniはBARTと4駅を共有しており、これは訪問者が混乱する要因となっている。旅行者はサンフランシスコ国際空港やオークランド国際空港へBARTを通じてアクセスできる。
ミュニ・バスの「38 Geary」など、いくつかの路線は24時間運行されている。Muniの路線は運行予定に基づいて運行されており、運行頻度は時間帯によって変わる。
ほとんどのミュニ・バスはピーク時に5 - 15分間隔、日中は5 - 20分間隔、21時から深夜にかけては10 - 20分間隔で運行されている。深夜遅くの「owl路線」はおおよそ30分間隔で運行される。週末にはほとんどの路線が10 - 20分間隔で運行される。しかし、特に運行頻度の低い路線や古いトロリーバスの路線で「信頼性に欠ける」という不満も出ており、システムの全体的な問題とされている。地元紙サンフランシスコクロニクルの2007年2月20日の記事で、Muniは控えめに設定された目標である「定時運行実行率85%」ですら達成できていないとしている。
全てのMuni路線はサンフランシスコ市内を走っているが、南接するデーリーシティの一部へ向かう数本の路線と、日曜日と特別な休日だけマリンヘッドランズへ向かう「76 Marin Headlands」の例外がある。都市間交通との乗り換えは、BARTやカルトレイン、トランスベイ・ターミナルでACトランジットのバス、ダウンタウンでゴールデンゲート・トランジットやサムトランズへそれぞれ乗り換えが可能である。
市内のバス停留所は、シェルターと電子到着案内があるもの、シェルターのみのもの、電柱や標識に黄色い印がついただけのもの、路面に黄色い印がついただけのもの、などのタイプがある。

### 名称とロゴ
Muniという名称は「San Francisco Municipal Railway」の「Municipal（市営の）」の短縮語であって頭字語ではない。そのため、標準テキストで書かれる場合は「MUNI」ではなく「Muni」と表記するのが正しいが、Muniで勤務する者も含めて多くのサンフランシスコ人は「MUNI」と表記している。ミュニ・メトロはよく「電車」や「路面電車」などと呼ばれる。
マーケット・ストリートとフィッシャーマンズ・ワーフを結ぶFラインについて、Muniは「文化遺産の鉄道システム」というよりはむしろ「歴史的な路面電車路線」であるとしている。
Muniのロゴは「MUNI」という語を図案化・トレードマーク化したものである。このロゴは1970年代半ばに、サンフランシスコを拠点として活動していたグラフィックデザイナーのウォルター・ランダー（Walter Landor）によってデザインされた。

### 路線名
ケーブルカーを除いた全てのMuni路線名は、「1 California」のように2つの部分で構成されており、普通は両方セットで路線名とされる。後ろの語は、その路線がルートの大部分において走っている通りの名前であり、その通りだけを走る路線であることを意味するわけではない。ミュニ・バスは数字表記、ミュニ・メトロは文字表記がついているが、ケーブルカー路線は単に名前だけで呼ばれる（Powell-Masonなど）。しかし、Muniの路線図上ではケーブルカー路線名がそれぞれPM、PH、Cと略されており、Muniの運行用としてそれぞれ59、60、61の番号も付与されている。

## ミュニ・メトロ
ミュニ・メトロ（Muni Metro）はMuniが運営しているライトレールである。1日に156,900人の乗客が利用するこのミュニ・メトロは、アメリカで2番目に混雑したライトレール路線である。

### 概要

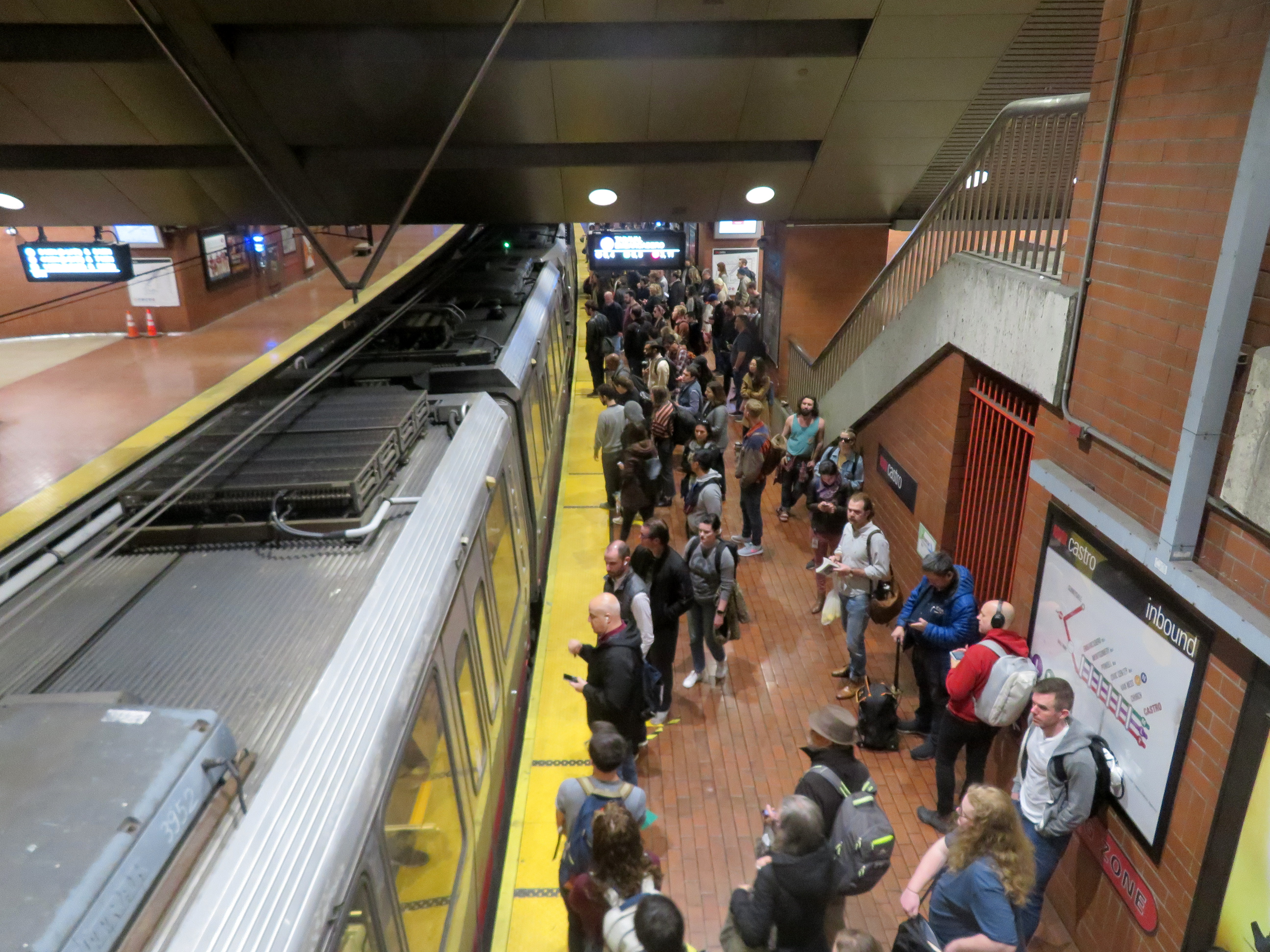
地下区間の駅　（カストロ駅）

主に地上を走行するが、市内中心部では、メインストリートであるマーケット・ストリートの地下を走行し、BARTとの乗り換えも出来るようになっている。駅によってプラットホームが高い駅と低い駅があり、これらは車両内のステップの高さを上下することによって対応している。
市内中心部の地下駅などには、自動改札が設置されているが、その他の多くの駅には改札は無い。これらの駅から利用する際は、乗車の時に料金を払うか、あらかじめ有効な乗車券を事前に購入しておく。
ツインピークスなど、市内にある山はトンネルで通過する。
このミュニ・メトロは、19世紀後半からサンフランシスコで運行されていた伝統的な路面電車が現代版に生まれ変わったものである。サンフランシスコや他の都市で、第二次大戦後に多くの路面電車路線がバス路線に替えられた中、ここサンフランシスコでは1970年代まで5本の路線が残され、1980年にマーケット・ストリートの地下にライトレール路線が通された時にようやく、路面電車からライトレールに替えられたのである。最近になってそのシステムは拡大しており、半世紀以上ぶりに新規の路線が引かれて2007年に完遂したThird Street Light Rail Project（Tライン）などが特徴的である。Central Subwayなどの他のプロジェクトは現在進行中である。
メトロの路線体系は次のような構成になっている。
- 標準軌線路 115.1キロメートル[8][9]
- ライトレール路線 7本（通常路線6本とピーク時専用路線1本）
- トンネル 3つ
- 地下駅 9ヶ所
- 地上駅 24ヶ所[10]
- 地上停留所 多数

車両については、アンサルドブレーダ社製のLight Rail Vehicles（LRV）を151両所有している。

### 基礎設備
この路線体系の基幹となっているのが、相互接続された2つの地下トンネル、すなわち「Twin Peaks Tunnel」と「Market Street Subway」である。合計8.9キロメートルになるこれらのトンネルは、市の南西部にあるWest Portal駅と、ファイナンシャル・ディストリクトの中心部にあるEmbarcadero駅とを結んでいる。「K Ingleside」「L Taraval」「M Ocean View」の3路線がWest Portalからトンネルに入り、「J Church」「N Judah」の2路線がChurch StreetとDuboce Avenueの交点付近からトンネルへ入る構造になっている。「N Judah」「T Third」の2路線は、Embarcaderoからもトンネルに出入りする。JラインとNラインが利用するDuboceの入り口近くには、Nラインが利用するSunset Tunnelというトンネルもある。
相互接続されたトンネル内には9ヶ所の地下駅が存在する。Twin Peaks Tunnel内にあるWest Portal駅とForest Hill駅は1918年に開業したが、Market Street Subway内の他の7駅は1980年になってから開業した。この7駅のうち4駅は、メトロが上、BARTが下を通る形でBARTと共有している。
地上には24ヶ所の駅がある。うち市の南西部にはStonestown駅、サンフランシスコ州立大学駅の2駅があるが、残りのほとんどの駅は市の東側に新しいTラインの駅としてある。しかしメトロの駅の大部分を占めるのは、やはり道路の安全地帯や標識の黄色い印などで作られた地上の停留所である。
地上と地下の全駅では車椅子による乗り降りが可能で、加えて地上の停留所の一部にも可能なところがある。車椅子に対応した地上停留所には、乗車用の小さなプラットフォームと、そこへ続く斜面が設置されている。
メトロは車両の保管と点検のため、2ヶ所に車両基地を有している。グリーン・ヤード（Green yard）はBalboa Park駅の近くに位置し、Jライン、Kライン、Mラインの郊外行き路線の終着地としても機能している。2008年にオープンした新しい基地であるミュニメトロ・イースト（Muni Metro East）は、Tラインから1ブロック離れた、ポトレロ・ヒル地区のIllinois通りと25th通りの交点に位置する。

### 路線
現在、以下の7路線が運行されている。このうち、KとTは一体的運行がなされていたが、セントラルサブウェイ開通に伴い分離された。

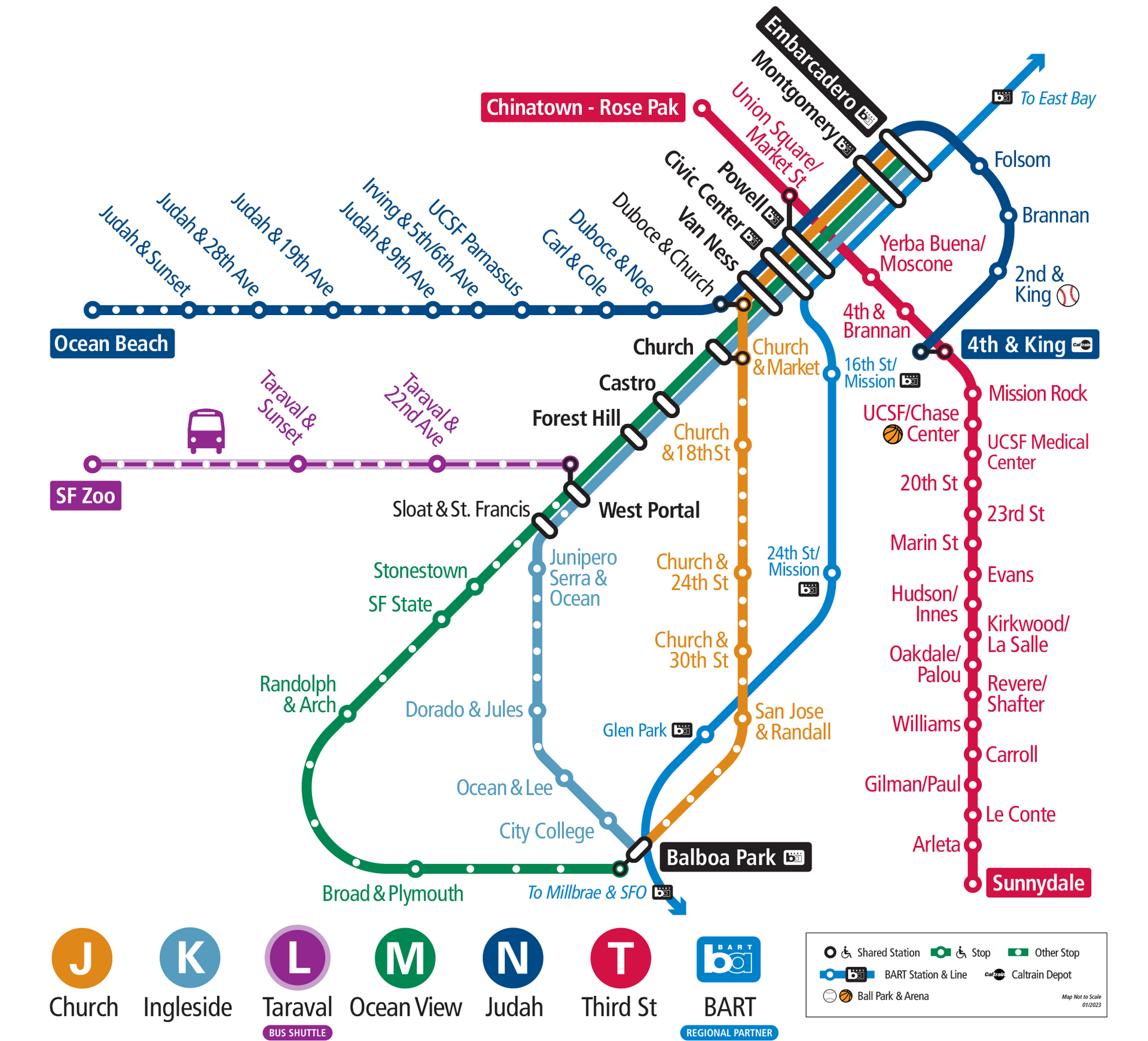
路線図

|  | 路線           | 開業年 |
|  | -------------- | ------ |
|  | J Church       | 1917年 |
|  | K Ingleside    | 1918年 |
|  | L Taraval      | 1919年 |
|  | M Ocean View   | 1925年 |
|  | N Judah        | 1928年 |
|  | S Shuttle      | 2002年 |
|  | T Third Street | 2007年 |

### 車両

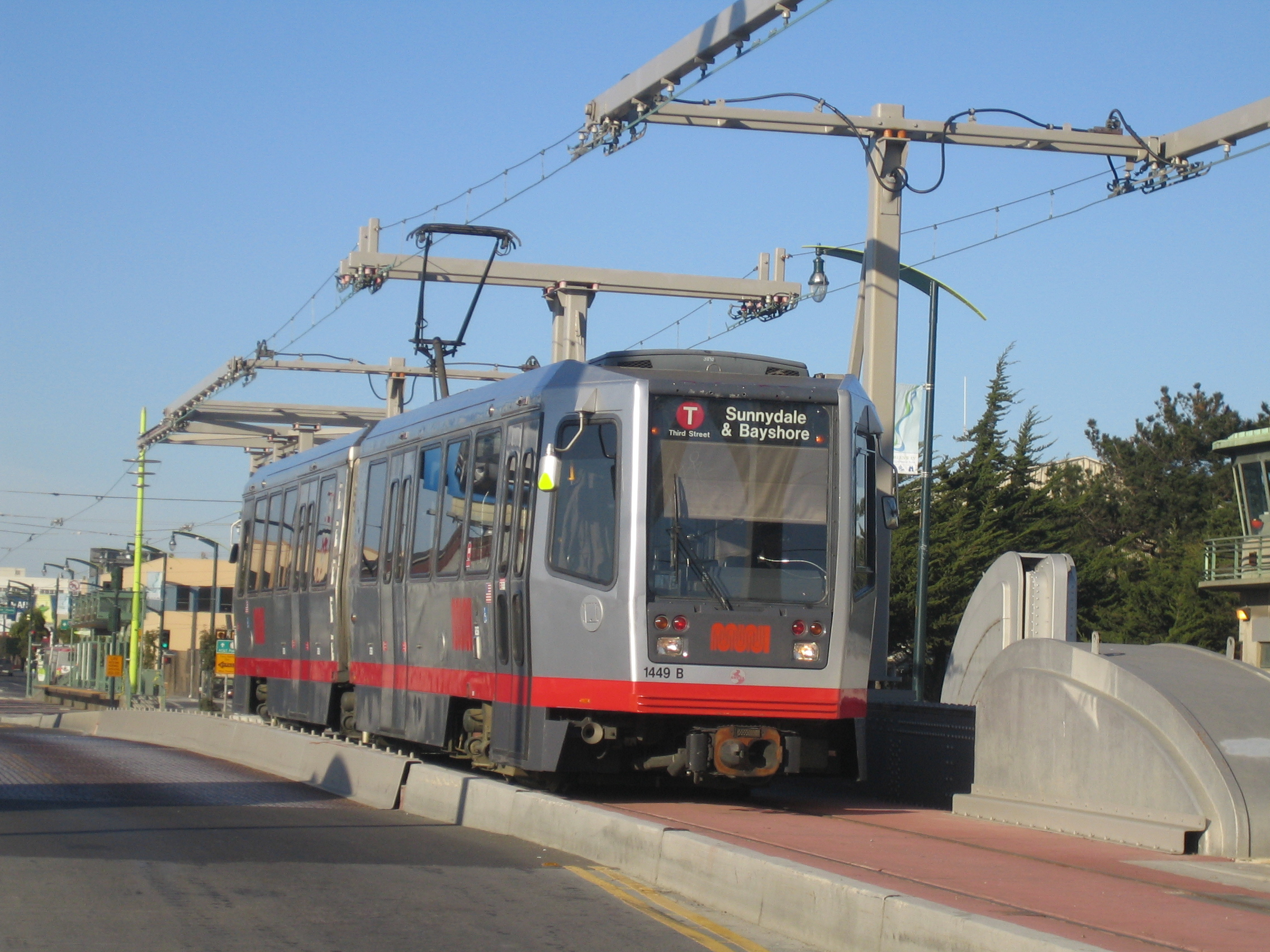
ミュニ・メトロ用LRV2

現在はアンサルドブレーダ(現･日立レールイタリア)社製のLRV2(1400番台)とLRV3(1500番台)が使用されている。
ミュニ・メトロは当初、ミュニ・メトロとボストンのMBTA用に製作された、Boeing Vertol社製のUS Standard Light Rail Vehicles（USSLRV）を運用していた。Boeing社にはLRV車両製作の経験が無く、提供して以後も他のLRV用に製作することは無かった。そのため、連邦政府から財政支援を受けて購入されたそれらの車両は、ドアが故障しやすい、屋根から水漏れがある、機械的な故障が多い、実際に事故を数件起こす、などの問題があった。実は、ミュニ・メトロが購入した30両の車両は、MBTAがあまりに多い故障に辟易して返品したものだったのである。そうした欠点にもかかわらず、それらの車両はアンサルドブレーダ社製の車両が導入された1996年まで、メトロ全線にわたって使用され続けた。騒音や振動が酷いというクレームや初期不良に悩まされつつも、アンサルドブレーダ社製車両は徐々にBoeing社製車両と入れ替わりで導入されていき、2002年にはついにBoeing社製の最後の車両が廃車となった。
前述の通り、現在ある151両のLRVは全てアンサルドブレーダ社製である。前後どちらにも動くタイプの車両は、長さ23メートル、幅2.7メートル、高さ3.4メートルで、落書きに対応できる窓、車内を22度に保つ空調が備わっている。路線の拡張が予定されていることから、さらに追加で24両購入する計画がある。

### 運行
ミュニ・メトロは平日は午前5時 - 翌午前1時まで、土曜は午前7時、日曜は午前8時から運行される。深夜路線として、LラインとNラインの路線にほぼ沿って、同じ路線名でバスが運行されている。

### Fライン

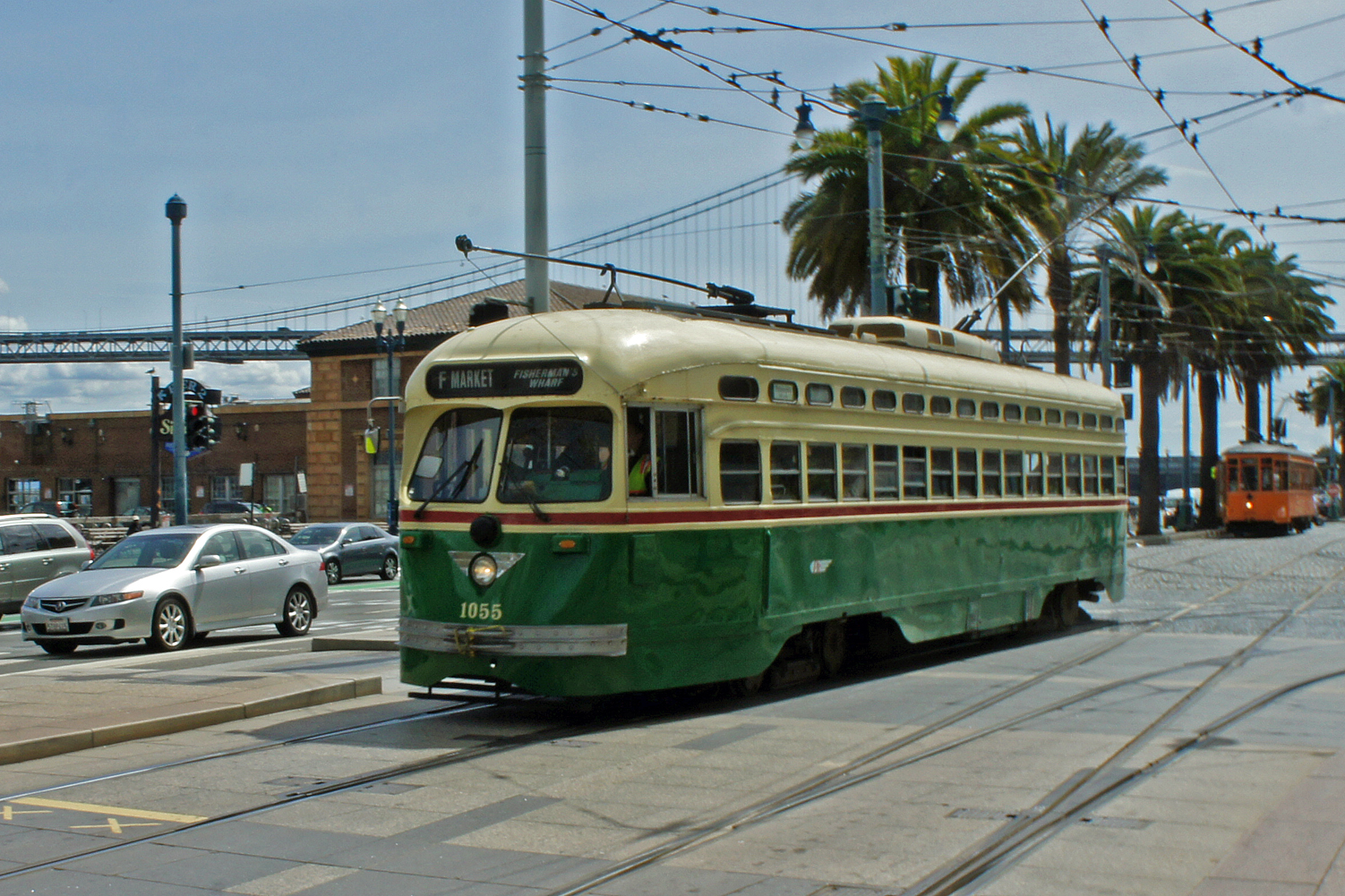
SEPTA塗装のPCCカー（手前）

上記の路線とはシステムが異なるFラインと呼ばれる路面電車が1路線運行されている。この路線には、Muniやフィラデルフィア(SEPTA)や他都市で利用されていたPCCカーやミラノのトラム、ブラックプール・トラムなどの古い車両が使用されていて、ケーブルカーと共に観光都市サンフランシスコの顔として親しまれている。
日本からは阪堺電気軌道モ151形および広島電鉄570形（元神戸市電500形）が譲渡されパレードなどで運転されたことがあるが、前者はPCCカーの修繕に注力するために修復作業が中断され、後者については578-Jへ改番されたうえで2014年時点で「修繕中」とされており、ともに通常の営業運転には使用されていない。
この路線はカストロ駅を起点としてマーケット・ストリート上を路面電車として北上、エンバーカデロ駅を経由し西進、フィッシャーマンズワーフ駅が終点となる。カストロ－エンバーカデロ間は、他のMuniメトロがMarketストリートの地下を走行するのとは対照的に、地上を走行する。他のMuniメトロ線と数か所で線路がつながっている（たとえばエンバーカデロ駅付近）。すべて地上駅で、プラットホームの高さもすべて同じである（障害者用を除く）。プラットホームは、バスの停留所としても利用されている。前乗り後降りで、乗車の際に、料金を払うか有効な乗車券を提示する。また出入庫を兼ねてChurch駅からグリーン・ヤードのあるJ-Church線のBalboa Park駅まで乗り入れるものもある。この際、系統表示は「J」となる。
各車両には、どこの国および都市で利用されていたかわかるよう、ラベルが貼ってある。
なお、サンフランシスコ・プレシディオとドッグパッチを湾岸沿いに結ぶEラインが建設されている。

## ケーブルカー
ケーブルカー (Cable car) は、Muniが運営する1873年開業の世界最古のケーブルカーである。

## ミュニ・バス

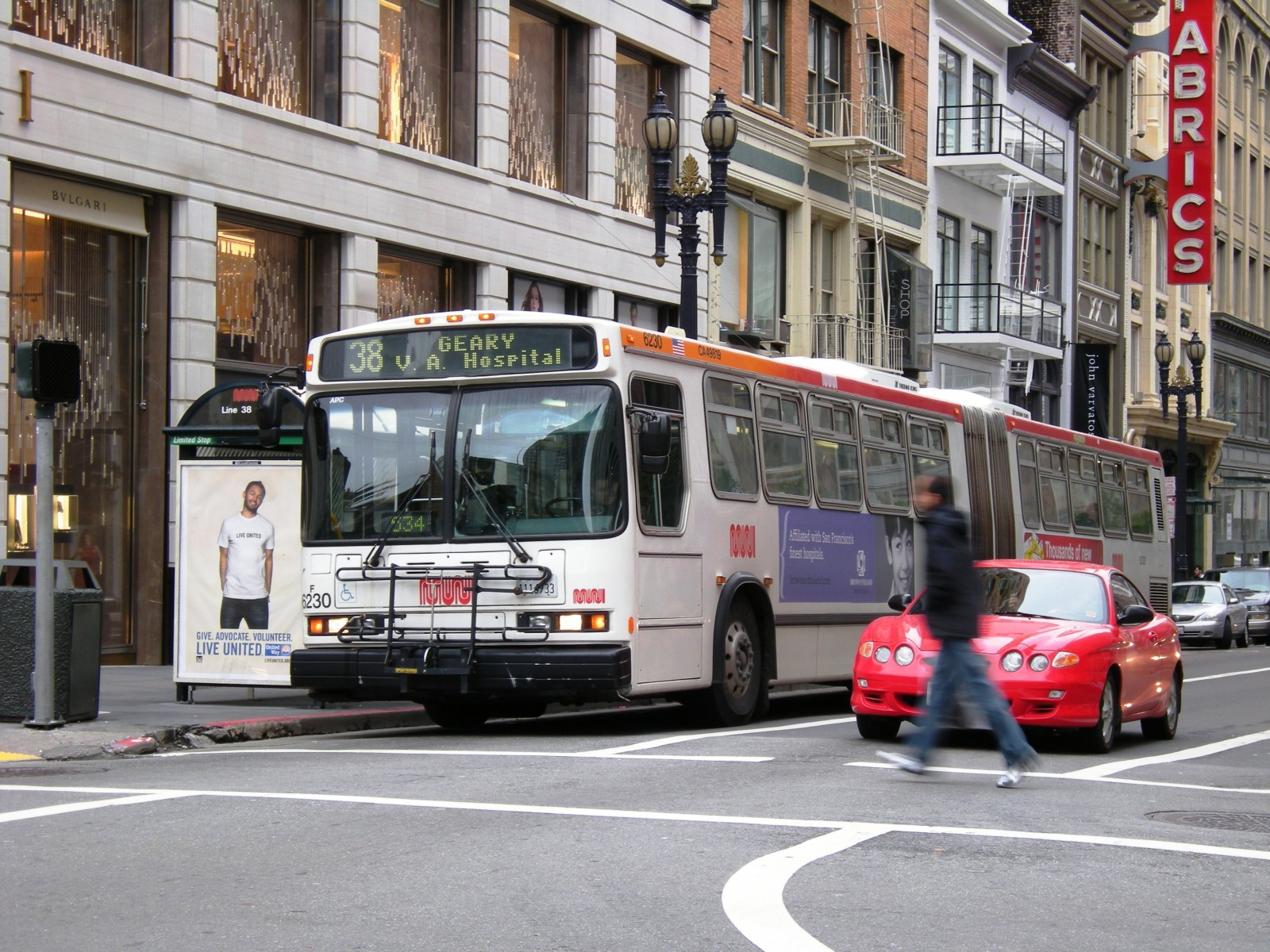
ミュニ・バス（38 Gearyの連節バス）

通常のバスのほかに、トロリーバスも運行されている。路線数は55で、全停留所に停まる標準の路線の他に、快速路線と急行路線、さらに深夜から早朝にかけての深夜路線も運行される。ほとんどの路線では普通サイズの路線バス車両が使われるが、「14 Mission」や「38 Geary」などの輸送量が多い路線では、トロリーであるか否かに関わらず連節バスが使われている。

### 乗車方法
バスは時刻表通りに来るとは限らないので、乗車する前に、前述の位置情報システムサービスであるNextBusにアクセスし、乗車予定のバスがあと何分で来るかという情報をおおまかに知っておくと便利である。また、携帯電話から511に電話をかけ、各バス停に表記されているStop IDを入力することでも同様の情報を得ることができる。電子到着案内つきのシェルター式バス停で待つ場合、その案内板でも確認できる。このシステムはやや不安定で、「2分後」と表示されていたのが次の更新では「5分後」に戻ったり、「10分後」と表示されていたのに30秒と経たないうちに到着したりするケースがある。
バスが来たら、特に複数の路線が停まるバス停では手を挙げるなどして乗車の意思を示すことが望ましい。通勤時間帯など、運転席近くにある黄色い線を越えて人が乗っているような満員状態の場合、バス停に人がいても降車する人がいなければ停まらずに通過されてしまう。
バスが停まったら、必ず一番前のドアから乗って運賃を払うかパス類を提示するか、あるいはカードリーダーにClipper Cardをかざしてから乗車する。カードリーダーは後ろのドア付近にも設置してある。降車する人は後ろのドアから降りるのがマナーとなっているが、特にお年寄りなど、前のドアから降りてくる乗客も多い。その場合は降車する人を先に通さなければならない。
乗車して運賃を払うかパス類を提示したら、車内奥の方へ進んで降車する停留所に着くのを待つ。前方の席は優先席となっているので、お年寄りなど必要としている人が来たら退くか、最初から座らないようにする。次の停留所の名前はバス内の電光掲示板に表示されることが多いが、この掲示板が無いかまともに機能していなかったりする場合もある。その場合、運転手が主な停留所を口頭で告げるのが普通だが、中には一言も発しない運転手もいるので要注意。停留所は周りの景色（通りの名前など）を確認しながら自分で把握することが求められる。自信がない場合は運転手に「○○で降ろして下さい」と頼んでおくのが良い。
降車する停留所に近づいたら、窓の上に付いているヒモを引っ張るか、柱に付いている赤いボタンを押すか、車両連結部分の壁にあるバーを押すかして運転手に知らせる必要がある。正しく反応すると、「ポーン、ポーン」という音が流れる。同時に車両前部にある「STOP REQUESTED」のサインが点灯する。知らせるタイミングが遅いと通過されてしまうので、できるだけ早めに知らせなければならない。誰か別の人が知らせた場合は重ねて知らせる必要はない。
停留所に着いたら後ろのドアから降りる。ステップを降りるとドアが開くタイプ、ドアに付いている白いバーを押すと開くタイプ、ドア自体を押すと開くタイプなどがある。いずれも停車してからでないと反応しない。運転手が勝手に開けてくれる場合もあるが、押しても反応しない場合がよくあり、その場合は「Back door!」と叫ぶと開けてもらえる。ステップ式の場合、停留所を発車する際にそこに乗っているとドアが開きっぱなしになってしまい、バスが発車できなくなるので注意。

### 特別サービス
Muniは急行路線を15本、快速路線を5本、そして深夜路線（1時 - 5時）を12本運行している。前述の通り、スポーツの試合がある時にはキャンドルスティック・パークへ臨時便を運行する。
急行路線は基本的にピーク時しか運行されない（8X Bayshore Expressのみ例外）。朝のピーク時はダウンタウン（ファイナンシャル・ディストリクト）に向かって運行され、夕方のピーク時はダウンタウンからその他の地区へ向かって運行される。全ての急行路線は、数字の後に「X」、「AX」、「BX」のいずれかが付けられる。長い路線はA急行（A Express）とB急行（B Express）に分けられる。B急行はAより短く、ダウンタウンに近い方の停留所に多く停まる。対してA急行はダウンタウンから遠く離れた停留所に多く停まり、Bが停まる停留所には少ししか、あるいは全く停まらない。
快速路線は元の路線に快速サービスを提供するものである。より速く目的地へ着くために、快速路線では通常の路線よりも限られた停留所にのみ停まる。出発地付近と到着地付近で細かく停車し、出発地と到着地の間を移動中は全く停車しない急行路線とは異なり、快速路線は全路線に渡ってほぼ均等に、停まる停留所が長い間隔で設けられている。全ての快速路線は、数字の後に「L」が付けられている。

## 運賃

### 1回乗車
バスは乗車時に2.25ドルを機械（釣銭は出ない）に入れると、運転手が有効期間が90分間の乗り換え切符（トランスファー）を渡してくれる。トランスファーは切符に印刷された時間軸を、有効期間が終わる時刻で切って手渡される。どこまで乗っても料金は2.25ドル（5歳 - 17歳までと65歳以上は75セントで5歳以下は無料）である。乗り換える際は、有効期間内ならトランスファーを見せれば乗れる。乗車中に有効期間が切れても降りる必要はない。
メトロは基本的にはバスと同じであるが、地下駅や一部の地上停留所（サンフランシスコ州立大学の最寄り停留所など）では、改札に料金（25セント硬貨のみ利用可）を入れてトランスファーを受け取る。地上の停留所から乗った場合、先頭車両の一番前に行って料金を支払い、運転手からトランスファーを受け取る必要がある。車両が2両繋がっている場合は車両間を移動することが出来ないので、乗車する時には注意が必要である。
バス・メトロの双方に言えることだが、基本的に無賃乗車が容易に出来てしまう構造になっている。しかし支払証明（トランスファー）か後述のパス類を持っていないと、稀に行われる抜き打ち検査で捕まって高額な罰金を科される。
サンフランシスコ・ケーブルカーは乗車区間に関わらず1回の乗車に付き一律7ドルである。トランスファーは利用できない上に、トランスファーとして使える切符も発行されない（支払証明はもらえる）。
(2015年7月1日より6ドルから7ドルに値上げ)

### Monthly Pass
大人64ドル、低所得者32ドル（Life Line Pass）、年少者/高齢者22ドル（全て2012年7月現在）で、1ヶ月間バス、メトロ（Fライン含む）、ケーブルカーが乗り放題になる切符である。74ドルのものを買うと、市内のBART（Embarcadero - Balboa Park間）に乗車できる。購入した日から1ヶ月ではなく、暦の月単位で発売され、例えば8月のパスであれば8月の間だけ有効になる。発売は前月末数日前から始まり、基本的に対象月を通して、直売所やWalgreensなどの取扱店で販売されている。利用に際しては、バスとメトロの地上停留所、ケーブルカーでは運転手に提示し、メトロの地下駅やBARTでは改札に裏面を上にして直接通す。日本でいう定期券のような区間指定のシステムはなく、これが事実上定期として使われる。

### Muni Passport
有効期間が1日（17ドル）、3日（26ドル）、7日（35ドル）の3種類あり（全て2015年10月現在）、有効期間内はバス、メトロ（Fライン含む）、ケーブルカーが乗り放題になる切符である。市内各所や郵便で購入できるが、7日用の切符はPowell駅前の券売所でしか取り扱っていない。形状は細長く、半分に折りたためるようになっている。日付がスクラッチで削れるようになっており、使いたい日の初乗車時に運転手に削ってもらう。

### Clipper Card
日本のSuicaのような乗車カードである。ミュニ・メトロ、ミュニ・バス、ケーブルカーで共通して使用できる。また、ベイエリアの他の交通機関とも共通して使用できる。

### その他
キャンドルスティック・パークでアメフトの試合が行われている期間は、会場までの往復切符が発売される。大人12ドル、子供とお年寄りが9ドル、パスを持っている人は7ドルである（全て2010年1月現在）。料金を支払った際に特別な切符を渡され、会場からの復路でその切符を使用することになる。
また、クリスマスなどの特別な祝日には、バスなどの運賃が無料になることがある。その場合、運賃回収箱に紙などで蓋がされる。

## 統計データ
Muniは約1000台の車両を運行している。ディーゼル、電気、ハイブリッドバス、ライトレール車両、路面電車、歴史的路面電車、そしてケーブルカーである。多くのバスはディーゼルで動くが、300台以上は上の架線から電気を取って走る、排出ゼロのトロリーバスである。Muniの全トロリーバスを動かすための電力は、ヨセミテ国立公園内のヘッチヘッチー貯水池から来ている。
2006年にMuniは、Orion Bus Industriesより86台のハイブリッドバスを購入した。これらはディーゼルで動くが、排出ガスは少なく、燃料の消費を19%抑えることが出来るタイプのバスである。
最も長いMuni路線は、他の複数路線を一体化した深夜路線の「91 Owl」で38.8キロメートルである。日中の路線のみでは「29 Sunset」の28.0キロメートルが最も長い。反対に最も短い路線は「89 Laguna Honda」で1.0キロメートルである。最も急な斜面を上る路線は、ディーゼルバスで運行される「67 Bernal Heights」で23.1パーセントであり、トロリーバスで運行される「24 Divisadero」の22.8パーセント、ケーブルカーで運行される「Powell-Hyde」の21パーセントと続く。
最も混む路線は、Geary通りに沿って東西を結ぶ全長10.5キロメートルの「38 Geary」であり、平均時速はたったの毎時13キロメートルにしかならない。西端のリッチモンド地区から東端のトランスベイ・ターミナルまでは、予定通りに運行されても50分以上はかかるのである。
PowellとMarketの交点、またはCaliforniaとMarketの交点のあたりでは、3種類もの軌間が同時に存在している。BARTの1676mm広軌（地下トンネルの下層を通っている）、ミュニ・メトロの1435mm標準軌（同じく地下トンネルの上層を通っている）、そしてケーブルカーの1067mm狭軌（どちらの場合もMarket Streetから北に数十メートル地点）である。歴史的鉄道システムであるFラインも、Market Streetの路面上を走っている。これらの路線は同じ平面上で交差することはない。
Fラインはミュニ・メトロと同じ標準軌を使用しており、実際にJラインの軌道を走って、Fラインの通常路線とBalboa Park駅近くの車両倉庫の間を移動している。

## 管理
1999年11月の住民投票事項Eの成立以来、Muniはその投票法案によって設立された半独立型の市立機関であるSan Francisco Municipal Transportation Agency （SFMTA）の一部である。駐車や交通などを管理する部局もあるその機関は、市長によって指名され、監督委員会によって承認された7人の委員で構成される理事会が管理している。常任理事兼CEOは、BARTのマネージャーとMARTAの総支配人兼CEOを務めたナサニエル・P・フォード（Nathaniel P. Ford）である。フォードの年収は315,000ドルであり、これは公務員としてはサンフランシスコ市内で最高の額である。

## 歴史

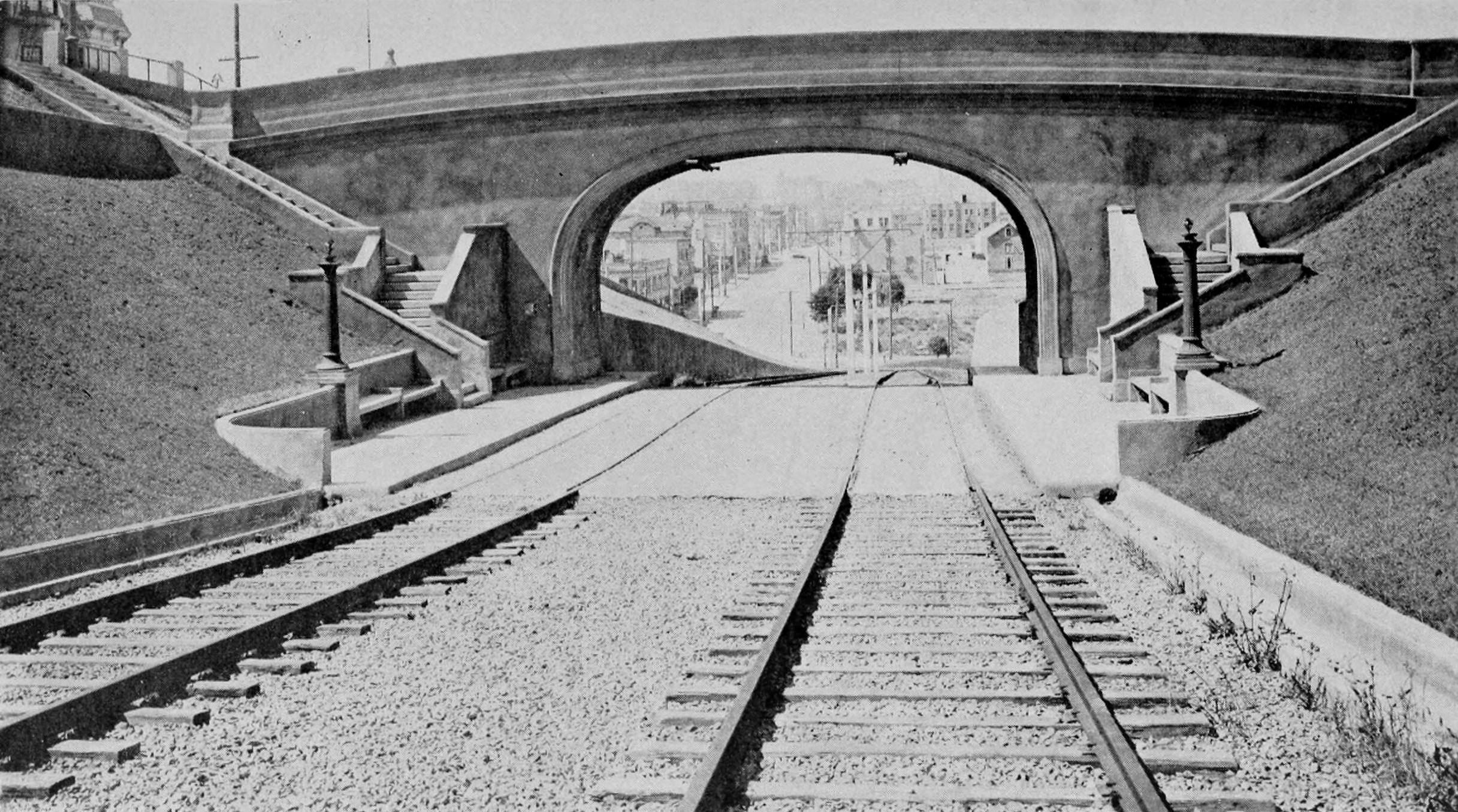
ドロレスパークの停車場　1917年

### 初期
1906年の地震の後の時期に、Muniの起源はある。それまでは市内の交通機関と言えば、たくさんの商業用馬車やケーブルカー、そして電化された路面電車であったが、それらの多くはUnited Railroads of San Francisco（URR）社に合併された。1909年には投票者によってGeary通りに市営の鉄道を敷設することが許可された。3年後の1912年には、市はGeary通りでケーブルカーを運行していたPark & Ocean Railwayに与えていた運営権を更新しないことにし、その路線を市営の電化路面電車に切り替えた。これがMuniの最初の路線となった。
Muniはすぐに大規模な建設計画を開始した。1914年12月29日には、ノブ・ヒルの下を通るStockton Street Tunnelが新しくでき、それによって路面電車はダウンタウンとノースビーチやマリナ地区を結べるようになった。1918年2月3日にはTwin Peaks Tunnelが完成し、市の南西部への延伸が可能となった。また1928年10月21日にはSunset Tunnelが完成し、Nラインがサンセット地区へ通じるに至った。しかしこれらの完成により、マーケットストリートの全区間において、MuniはURRと直接的な競争状態になってしまったのである。MuniとURRはそれぞれの線路をマーケットストリートに敷設して通し運賃で運行していたが、これは「Roar of the four」として知られている。

### 1940年代 最初のトロリーバス
1941年、Muniは初のトロリーバス路線として「R-Howard」線を開業した。1944年にはURRの後継会社であるMarket Street Railway Companyは財政難に陥っており、同年9月29日午前5時、Muniはその競争相手を傘下に入れることとなった。路線や運賃に関して、Muniは運賃として競争相手が設定していた7セント（Muniより高い）を適用することにした。

### 1970年代 - 80年代 建設と再編成
1970年、Muniが深刻なディーゼルバスの危機に陥っていた頃、Market Streetの下を走るミュニ・メトロの建設工事が始まった。1982年には、ケーブルカーシステムが再建のために18ヶ月間にわたって運行停止した。同時期、ディーゼルバス問題による大規模な路線の再編成も行われた。
1983年、MuniはSan Francisco Historic Torolley Bus Festivalの一環として、Market Streetに一時的に路面電車を走らせた。このサービスは非常に人気となり、翌年や翌々年のイベントでも運行された。1987年、MuniはMarketでの路面電車の恒常的な運行を目指して路線の修復工事に着手した。そして1995年、工事は終わってFラインの開業に至ったのである。

### 1990年代 Muniの崩壊
1990年代後半を通して、老朽化した設備と粗悪な管理方法により、「Muniのサービスはひどい」という評判が立ってしまった。サンフランシスコ市民は交通機関乗客協会である「Rescue Muni（Muni救援）」を立ち上げることで、この問題に対処した。サービスの向上のため、Muniは手数がかかる路面電車の車両である「Boeing-Vertol」を新しい「Italian Breda」に交換し始めた。1998年、サンフランシスコ市民が目の当たりにしたのは、自動列車制御装置への切り替えを進める間ダラダラと続いた、ミュニ・メトロの機能不全であった。この出来事は「Muniの崩壊」として知られている。2000年代初頭には、10年も使用したトロリーバス車両のNew FlyerのほとんどをETI Skodaに交換した。同じく1999年には、ACトランジットからディーゼルバスとしてNABIバスを45台導入した。
その間、1995年にFラインが歴史的鉄道システムとして導入された。これはもともと、ケーブルカー運行停止期間の補填のための一時的な観光名所として計画されたものだったが、結果的に恒常運行されるようになったものである。

### 2000年代
2007年10月8日、SFMTAの有名なケーブルカーサインが、印刷されたものとして最も優れたプロモーションだとして米国公共交通協会からAdWheel賞を与えられた。Muniの常任理事であるナサニエル・フォードはこの件に関して「マーケティング部門が、重要な乗車場所を住民や訪問者たちにとってより魅力的かつ誘惑的にするという素晴らしい仕事をしてくれた」と述べた。
2007年11月15日、市の役人はMuniの「38 Geary」と「14 Mission」へ2階建てのバスを導入する可能性について検討していると発表した。テスト期間は2007年12月12日から翌年1月8日までであった。
2007年12月1日、ギャビン・ニューサム（Gavin Newsom）市長は、Muniバス含む市の保有車両は以後全て、二酸化炭素の放出を減らすためにバイオディーゼルを燃料にすることを発表した。現在のMuniのハイブリッドバスは全てバイオディーゼルで走っている。
2009年7月17日、ミュニ・メトロのLRV車両がWest Portal駅で前の車両に追突する事故が起きた。この事故で50人が負傷した。
2009年12月5日、SFMTAの予算不足を解消するため、この30年間で最も大規模なサービス刷新が行われた。この刷新は60パーセント以上ものバスとライトレール路線に関連し、6本のバス路線が廃止された。この刷新には運行頻度を減らしたり、路線の変更や短縮をしたり、運行終了時刻を早めたりする処置も含まれた。ただし「38 Geary」などの一部の混む路線の運行頻度は増やされた。

### 2010年代
2010年2月26日、Muniの運行を管理するSFMTAの理事会は、一層の予算不足解消のため、さらに大規模な刷新をすることで意見をまとめた。

## システムの拡張
ミッション・ベイのカルトレイン・ディーポとヴィジテーション・ヴァレー、ベイビュー/ハンターズ・ポイントを結ぶ6番目のライトレール路線の工事は、2006年12月に終了した。「Tサード・ストリート（T Third Street）」と名付けられたこの新路線は、地上に地下と同じく高いプラットフォームを設けた19駅で構成されている。
このTラインはさらに延伸・建設中である。「セントラルサブウェイ（Central Subway）」と名付けられたこの計画は、モスコーネ・センター、マーケットとストックトンの交点、ユニオンスクエア、そしてチャイナタウンに地下駅を設置する予定であり、2018年頃の完成を目指し建設中。ノースビーチとフィッシャーマンズワーフ、あるいはマリナ地区とサンフランシスコ・プレシディオへの延伸計画も、次の段階の構想として存在する。このプロジェクトは14億ドルの予算が見込まれている。この案にある地下路線における重大な問題は、Market Streetにあるミュニ・メトロの既存の駅よりも、計画の駅は短く狭くなってしまうことである。利用者数の予測では、この路線は開業しても、それ以降一切、あるいは少ししか収容定員数を増やせないとしている。活動家の中には、そうした長期計画は市民の財産で訪問者・観光客のニーズに応じているものであり、Muniの資産はGeary通り沿いに人口の密集したリッチモンド地区まで結ぶ7番目のライトレール路線に使われるべきだ、と批判する者もいる。現在、バス・ラピッド・トランジット（BRT）がGeary通り沿いに計画されている。
計画されている小規模な変更には以下のようなものがある。
- 「22 Fillmore」のルート変更
- 「30 Stockton」か「45 Union-Stockton」をミッション・ベイが開発された後にそこまで延伸する
- 歴史的路面電車の「E Embarcadero」線（新規）を、Embarcadero沿いにフィッシャーマンズワーフからカルトレインの駅まで（将来的にはミッション・ベイまで）敷設する

市内いくつかの地域へトロリーバス路線を延伸する計画には以下のようなものがある。
- 「14 Mission」をデーリーシティのBART駅まで延伸
- 「6 Parnassus」をWest Portal駅まで延伸
- 「33 Stanyan」をポトレロ・ヒルを越えてThird Streetまで延伸
- 「45 Union-Stockton」をプレシディオのレターマン・デジタル・アーツセンターまで延伸
- 「24 Divisadero」をハンターズ・ポイントの前造船所まで延伸

その他、ディーゼルバスを電化する計画には、「9 San Bruno」、「10 Townsend」、「47 Van Ness」、「2 Clement」、「27 Bryant」、「43 Masonic」、「71 Haight-Noriega」がある。「10 Townsend」についてはポトレロ・ヒルを越えてSan Francisco General Hospitalへの延伸も合わせて行われると考えられる。
Muni車両の平均速度は、渋滞の多発化によって年々ゆっくり遅くなっており、今ではたったの時速13キロメートルにしかなっていない。それを解決するために、Muniは輸送車両が市内をもっと速く移動できるような計画を立ち上げた。2006年5月に立ち上がった「Transit Effectiveness Project」は、Muniシステム全体を総合的に見て、より速くより信頼の置けるサービスを提供するためにはどのサービスを増強・縮小改編すればよいかを考えるものである。最後に同様の総合的な見直しが行われてから早25年が経っており、以来人々の移動パターンは変化し、渋滞は増え、運営コストはかさみ、定時運行も難しくなってきた。自動乗客計測装置は、乗客がどこで乗ってどこで降りるのかという正確な実態を把握するのに役立つだろう。加えて、Geary通りとVan Ness通りには前述のBRTが導入される予定である。